# Gran Premio di Svizzera 1953
Il Gran Premio di Svizzera 1953 è stata l'ottava prova della stagione 1953 del campionato mondiale di Formula 1. La gara si è disputata domenica 23 agosto sul circuito di Bremgarten a Berna ed è stata vinta dall'italiano Alberto Ascari su Ferrari, al tredicesimo e ultimo successo in carriera; Ascari ha preceduto all'arrivo due dei suoi compagni di squadra, il connazionale Nino Farina e il britannico Mike Hawthorn.

## Vigilia

### Aspetti sportivi
Il Gran Premio rappresenta l'ottavo appuntamento stagionale a distanza di tre settimane dalla disputa del Gran Premio di Germania, settima gara del campionato. La tappa svizzera si corre dopo la Bristol MC & LCC F2 Race, la Mid-Cheshire MC F2 Race, il Grand Prix des Sables d'Olonne e il Newcastle Journal Trophy, gare extra calendario di Formula 2 corse tra il 3 e il 15 agosto.
Presente nel calendario del campionato mondiale sin dalla stagione 1950, esso vede la disputa della tredicesima edizione, la quarta valida per il mondiale. Fin dal suo debutto il Gran Premio si è svolto unicamente sul circuito di Bremgarten, nella capitale svizzera Berna. Dopo essere stato collocato come corsa inaugurale per le due stagioni precedenti, per il 1953 il Gran Premio di Svizzera torna a essere disputato in estate, così come avvenne nel 1950, tuttavia a distanza di due mesi, agosto anziché giugno.
Debuttano in Formula 1 il tedesco Hermann Lang, vicecampione 1939 di automobilismo e vincitore dell'edizione 1952 della 24 Ore di Le Mans, e il pilota di casa Albert Scherrer, per il quale sarà l'unica partecipazione della categoria.

## Qualifiche

### Resoconto
L'argentino Juan Manuel Fangio conquista la pole position con un tempo di 2'40"1. La prima fila è completata dalle Ferrari di Alberto Ascari e Nino Farina. In seconda fila si qualifica il francese Maurice Trintignant su Gordini, con un tempo di quasi 4" più lento di quello di Fangio e di circa 12" più veloce di quello del suo compagno di squadra Jean Behra, qualificatosi dodicesimo. Il terzo pilota dell'Équipe Gordini, Fred Wacker, è stato vittima di un grave incidente durante la sessione di prove. Lo statunitense, infortunatosi, non ha potuto segnare nessun tempo in qualifica e non ha potuto prendere parte alla gara.
Il privato Ken Wharton su Cooper-Bristol si qualifica nono, mentre il più veloce della HW Motors è Lance Macklin, qualificatosi quindicesimo.
Juan Manuel Fangio conquista la decima partenza al palo in carriera e la seconda della stagione, dopo quella ottenuta nel Gran Premio del Belgio, mentre per il costruttore italiano Maserati è la seconda in assoluto nella categoria.

### Risultati
Nella sessione di qualifica si è avuta questa situazione:
| Pos | Nº | Pilota               | Costruttore    | Tempo       | Griglia |
| --- | -- | -------------------- | -------------- | ----------- | ------- |
| 1   | 32 | Juan Manuel Fangio   | Maserati       | 2'40"1      | 1       |
| 2   | 46 | Alberto Ascari       | Ferrari        | 2'40"7      | 2       |
| 3   | 24 | Nino Farina          | Ferrari        | 2'42"6      | 3       |
| 4   | 8  | Maurice Trintignant  | Gordini        | 2'43"8      | 4       |
| 5   | 36 | Onofre Marimón       | Maserati       | 2'44"5      | 5       |
| 6   | 28 | Luigi Villoresi      | Ferrari        | 2'44"6      | 6       |
| 7   | 26 | Mike Hawthorn        | Ferrari        | 2'48"1      | 7       |
| 8   | 42 | Toulo de Graffenried | Maserati       | 2'49"9      | 8       |
| 9   | 20 | Ken Wharton          | Cooper-Bristol | 2'51"5      | 9       |
| 10  | 30 | Felice Bonetto       | Maserati       | 2'52"0      | 10      |
| 11  | 34 | Hermann Lang         | Maserati       | 2'54"8      | 11      |
| 12  | 6  | Jean Behra           | Gordini        | 2'55"0      | 12      |
| 13  | 2  | Jacques Swaters      | Ferrari        | 2'55"1      | 13      |
| 14  | 10 | Louis Rosier         | Ferrari        | 2'55"4      | 14      |
| 15  | 16 | Lance Macklin        | HWM-Alta       | 2'57"1      | 15      |
| 16  | 14 | Paul Frère           | HWM-Alta       | 2'57"9      | 16      |
| 17  | 38 | Peter Hirt           | Ferrari        | 3'01"5      | 17      |
| 18  | 18 | Albert Scherrer      | HWM-Alta       | 3'07"4      | 18      |
| 19  | 40 | Max de Terra         | Ferrari        | 3'21"1      | 19      |
| 20  | 4  | Chico Landi          | Maserati       | 3'29"1      | 20      |
| 21  | 12 | Louis Chiron         | OSCA           | senza tempo | –       |
| 22  | 22 | Élie Bayol           | OSCA           | senza tempo | –       |
| 23  | 44 | Fred Wacker          | Gordini        | senza tempo | –       |

## Gara

### Resoconto
Juan Manuel Fangio sfrutta la pole position mantenendo alla partenza il comando della gara. Tuttavia, già alla metà del primo giro, alla curva Eymatt, cede il comando alla Ferrari di Alberto Ascari. Nino Farina e Maurice Trintignant partono male e perdono posizioni, con l'italiano che scende undicesimo per poi riguadagnare due posizioni entro la fine del primo giro.
Al settimo giro Farina si era fatto strada fino al terzo posto, mentre nella tornata successiva Fangio ha perso terreno dal leader Ascari a causa di un problema al cambio e dopo 3 giri è stato costretto a scambiare la vettura con il compagno di squadra Felice Bonetto. L'argentino ha perso ulteriori posizioni quando ha dovuto cambiare una ruota rientrando in pista in nona posizione. Ne tra beneficio Farina, seguito da Luigi Villoresi. Questi nel corso della ventesima tornata è andato in testacoda a causa dell'olio fuoriuscito dalla vettura di Peter Hirt. Avendo danneggiato il radiatore ha dovuto fare alcuni pit stop durante la corsa per rifornire l'auto di acqua.
Fangio ha recuperato alcune posizioni con la vettura di Bonetto, ma si è ritirato al ventinovesimo giro per un guasto al motore. Al quarantesimo giro Ascari si è fermato ai box per un problema al motore e ha perso oltre un minuto per le riparazioni. Ne hanno approfittato Farina, Onofre Marimón e Mike Hawthorn, i quali occupano ora le prime tre posizioni.
Dopo quattro giri Hawthorn ha superato l'argentino, il quale si è stato costretto al ritiro dopo altri due giri per un guasto al motore. Dopo la sosta Ascari ha iniziato a recuperare sugli avversari e al cinquantunesimo giro ha superato il compagno di squadra britannico e dopo due giri anche Farina, mantenendo la testa fino alla fine della corsa.
Alberto Ascari vince per la tredicesima e ultima volta in carriera, tutti successi conseguiti con la Ferrari. L'italiano segna anche il giro più veloce della gara, l'ultimo ottenuto con la squadra di Maranello. Per Ascari questo sarà inoltre l'ultimo podio in carriera in Formula 1 nonché l'ultima gara portata a termine, avendo conseguito successivamente sette ritiri consecutivi.
La Ferrari occupa, con i propri piloti, per la 4ª volta nel mondiale di Formula 1 tutti e tre i gradini del podio. Le altre tre occasioni in cui tale situazione accadde riguardano tutte il mondiale 1952, nei Gran Premi di Francia, Germania e Olanda.

### Risultati
I risultati del Gran Premio sono i seguenti:
| Pos | Nº | Pilota                            | Costruttore    | Giri | Tempo/Ritiro          | Griglia | Punti |
| --- | -- | --------------------------------- | -------------- | ---- | --------------------- | ------- | ----- |
| 1   | 46 | Alberto Ascari                    | Ferrari        | 65   | 3h01'34"40            | 2       | 9     |
| 2   | 24 | Nino Farina                       | Ferrari        | 65   | +1'12"93              | 3       | 6     |
| 3   | 26 | Mike Hawthorn                     | Ferrari        | 65   | +1'35"96              | 7       | 4     |
| 4   | 32 | Juan Manuel Fangio Felice Bonetto | Maserati       | 64   | +1 giro               | 1       | 1,5   |
| 5   | 34 | Hermann Lang                      | Maserati       | 62   | +3 giri               | 11      | 2     |
| 6   | 28 | Luigi Villoresi                   | Ferrari        | 62   | +3 giri               | 6       |       |
| 7   | 20 | Ken Wharton                       | Cooper-Bristol | 62   | +3 giri               | 9       |       |
| Rit | 4  | Chico Landi                       | Maserati       | 54   | Cambio                | 20      |       |
| 8   | 40 | Max de Terra                      | Ferrari        | 51   | +14 giri              | 19      |       |
| 9   | 18 | Albert Scherrer                   | HWM-Alta       | 49   | +16 giri              | 18      |       |
| Rit | 42 | Toulo de Graffenried              | Maserati       | 48   | Distribuzione         | 8       |       |
| Rit | 36 | Onofre Marimón                    | Maserati       | 46   | Tubo dell'olio        | 5       |       |
| Rit | 8  | Maurice Trintignant               | Gordini        | 43   | Trasmissione          | 4       |       |
| Rit | 6  | Jean Behra                        | Gordini        | 37   | Pressione dell'olio   | 12      |       |
| Rit | 30 | Felice Bonetto Juan Manuel Fangio | Maserati       | 29   | Motore                | 10      |       |
| Rit | 16 | Lance Macklin                     | HWM-Alta       | 29   | Motore                | 15      |       |
| Rit | 38 | Peter Hirt                        | Ferrari        | 17   | Motore                | 17      |       |
| Rit | 14 | Paul Frère                        | HWM-Alta       | 1    | Motore                | 16      |       |
| Rit | 10 | Louis Rosier                      | Ferrari        | 0    | Testacoda             | 14      |       |
| Rit | 2  | Jacques Swaters                   | Ferrari        | 0    | Testacoda             | 13      |       |
| NP  | 12 | Louis Chiron                      | OSCA           | 0    |                       | –       |       |
| NP  | 22 | Élie Bayol                        | OSCA           | 0    |                       | –       |       |
| NP  | 44 | Fred Wacker                       | Gordini        | 0    | Incidente nelle prove | –       |       |

Alberto Ascari riceve un punto addizionale per aver segnato il giro più veloce della gara.

## Classifica mondiale
| Pos | Pilota                | Punti       |
| --- | --------------------- | ----------- |
| 1   | Alberto Ascari        | 34,5 (46,5) |
| 2   | Nino Farina           | 24 (26)     |
| 3   | Juan Manuel Fangio    | 20,5        |
| 4   | Mike Hawthorn         | 19 (24)     |
| 5   | José Froilán González | 13,5 (14,5) |
| 6   | Luigi Villoresi       | 13          |
| 7   | Bill Vukovich         | 9           |
| 8   | Toulo de Graffenried  | 7           |
| 9   | Felice Bonetto        | 6,5         |
| 10  | Art Cross             | 6           |
| 11  | Onofre Marimon        | 4           |
| 12  | Hermann Lang          | 2           |
| =   | Maurice Trintignant   | 2           |
| =   | Óscar Gálvez          | 2           |
| =   | Sam Hanks             | 2           |
| =   | Duane Carter          | 2           |
| =   | Jack McGrath          | 2           |
| 18  | Fred Agabashian       | 1,5         |
| =   | Paul Russo            | 1,5         |